# Rancho de Abajo, Jalisco
Rancho de Abajo är en ort i Mexiko.   Den ligger i kommunen Encarnación de Díaz och delstaten Jalisco, i den centrala delen av landet, 400 km nordväst om huvudstaden Mexico City. Rancho de Abajo ligger 1 999 meter över havet och antalet invånare är 229.
Terrängen runt Rancho de Abajo är platt norrut, men söderut är den kuperad. Runt Rancho de Abajo är det ganska tätbefolkat, med 56 invånare per kvadratkilometer. Närmaste större samhälle är Matamoros los Hoyos, 19,9 km norr om Rancho de Abajo. Trakten runt Rancho de Abajo består i huvudsak av gräsmarker.